# 코스타 커피
코스타 커피(Costa Coffee)는 영국의 다국적 커피 회사로, 본사는 던스터블에 위치해있다. 휫브레드의 자회사로, 영국 내에서 스타벅스에 이어 두번째로 규모가 크다.
1971년에 이탈리아 커피숍에 로스팅된 커피를 배급하는 형태로 코스타 형제에 의해 설립되었다. 1995년에 휫브레드가 소유하고 30여개국에 2,961개점을 운영하고 있다. 영국 내 2,560개점포 국제점포가 1,400여개로 스타벅스 이은 세계 2위 커피 프랜차이즈 회사다. 미국 코카콜라가 51억불에 인수하였다